# Shawn Stockman
Shawn Patrick Stockman (Filadelfia, 26 settembre 1972) è un cantante statunitense.
Nel 1991 ha cofondato del gruppo Boyz II Men insieme a Nathan Morris, Wanya Morris e Michael McCary, quest'ultimo uscito dalla formazione nel 2003.